# De Leijen (molen)
De molen De Leijen staat aan de Gemeenteweg te Staphorst (Overijssel).
Het is een achtkantige grondzeiler met de functie van korenmolen. Hij is bijna geheel met riet gedekt en rust op een gemetselde voet. De molen heeft een vlucht van 21,20 meter. Het bouwjaar van de molen is 1854.
Van de in 1946 afgebroken Molen van Everts uit Bonnerveen zijn diverse onderdelen gebruikt voor de restauratie van deze molen. De restauratie is voltooid in 2020.
De landschappelijke waarde van de molen is groot, hij is van bijna alle zijden van veraf te zien.
Molenaar is de heer B. Zomer.

Eigenaren zijn de familie Van De Pol & Van Amstel.